# Mirna Bosak
Mirna Bosak, hrvatska kuglačica. 

## Karijera
Na SP u Rumunjskoj 2018. osvojila je srebro u sprintu i broncu u kombinaciji.

## Priznanja
Kao članica mlađe juniorske reprezentacije kuglačica osvajačica 1. mjesta u konkurenciji djevojčadi na Svjetskom prvenstvu do 18 godina, dobila je nagradu Dražen Petrović.